# Alita: Battle Angel (soundtrack)
Alita: Battle Angel van Tom Holkenborg (Junkie XL) is de originele soundtrack van de film met dezelfde naam. Het album werd gelijktijdig met de film uitgebracht op 15 februari 2019 door Milan Records.
De filmmuziek werd uitgevoerd door een symfonieorkest onder leiding van Conrad Pope in combinatie met elektronische muziek. Dua Lipa bracht speciaal voor de film een single uit, getiteld: "Swan Song", geschreven door Lipa en Holkenborg, vrijgegeven op 24 januari 2019 door Warner Bros. Records.

## Nummers
1. "Discovery" (3:13)
2. "I Don't Even Know My Own Name" (5:44)
3. "What's Your Dream?" (3:16)
4. "Double Identity" (1:54)
5. "The Warrior Within" (3:31)
6. "A Dark Past" (1:29)
7. "In Time You'll Remember" (0:58)
8. "Nova's Orders"(2:48)
9. "Jackers Mission" (2:36)
10. "Unlocking the Past" (3:52)
11. "Whose Body Is This?" (2:06)
12. "Grewishka's Revenge" (4:23)
13. "Broken Doll" (2:34)
14. "With Me" (5:41)
15. "I'd Give You My Heart" (3:07)
16. "You Just Lost a Puppet" (2:30)
17. "What Did You Do?" (3:41)
18. "In the Clouds" (3:56)
19. "Raising the Sword" (1:43)
20. "Motorball" (5:14)